# Chūō, Chiba
Chūō (中央区 Chūō-ku) là một quận thuộc thành phố Chiba, tỉnh Chiba, Nhật Bản. Tính đến ngày 1 tháng 10 năm 2020, dân số ước tính của quận là 211.736 người và mật độ dân số là 4.700 người/km2. Tổng diện tích của quận là 44,72 km2.

## Địa lý

### Đô thị lân cận
- Chiba
  - Chiba
    - Inage
    - Mihama
    - Midori
    - Wakaba

  - Ichihara